# Star Wars, el juego de rol (West End Games)
Star Wars, el juego de rol fue el primer juego de rol ambientado en el universo de Star Wars. El juego, cuyos principales autores fueron Greg Costikyan y Bill Slavicsek, fue editado por West End Games en 1987, conmemorando de este modo el décimo aniversario del episodio IV de la saga Star Wars, episodio proyectado por primera vez en los cines estadounidenses en 1977. Este juego de rol de West End Games está hoy en día descatalogado y no ha sido reeditado desde 1999. Desde entonces otros juegos de rol de Star Wars, alternativamente publicados por nuevas editoriales licenciatarias, vinieron a reemplazarlo, como el que publicó Wizards of the Coast de 2000 a 2010, o el que publica Fantasy Flight Games desde 2012.

## Descripción general
Esta primera versión de juego de rol para Star Wars se caracterizaba por utilizar un sistema propio de reglas basadas en el uso de dados de 6 caras, «D6» según la notación escrita habitual de los jugadores de rol, aunque en su caso la notación se hacía únicamente con la letra «D» precedida por el número de dados de cada tirada (por ejemplo 5D+2 para expresar «cinco dados más dos puntos adicionales»). Al ser los dados todos de seis caras el número de caras no necesitaba ser precisado, como es el caso en otros juegos de rol (con notaciones como 2D10+1 para expresar «dos dados de diez caras más un punto adicional»).
El libro de reglas de la primera edición estaba ilustrado con numerosas fotografías en blanco y negro. Tres series de páginas de papel glacé contenían unas treinta fotografías en color. Todas las fotografías del libro provenían tanto de fotogramas de las películas como de los archivos de Lucasfilm y sus derechos de publicación hacían parte de la licencia concedida a West End Games por Lucasfilm.

## Ediciones
La versión del juego tratada por el presente artículo, la de West End Games, conoció dos ediciones, cada una con su propio sistema de reglas. La segunda edición fue a su vez objeto de una revisión.
- 1987: primera edición (Star Wars: The Roleplaying Game)
- 1992: segunda edición (The Star Wars Roleplaying Game: Second Edition)
- 1996: segunda edición, revisada y completada (The Star Wars Roleplaying Game: Second Edition, Revised and Expanded)

Lucasfilm retiró la licencia de explotación de la marca Star Wars a West End Games en 1999 para cedérsela a Wizards of the Coast, quien edita desde 2000 su propia versión del juego pero con su propio sistema de reglas, el sistema d20. Ambas versiones del juego comparten el mismo título (Star Wars, el juego de rol) y por eso el público, para mayor comodidad, ha acabado por llamar Star Wars D6 a la antigua versión de West End Games y Star Wars d20 a la versión editada por Wizards of the Coast.

## Sistema de juego
El sistema de reglas se caracterizaba por su fluidez y eficacia y por ser fácil de aplicar y de memorizar: el sistema D6 consiste en lanzar una cierta cantidad de dados de 6 caras (dependiendo de las habilidades y de la experiencia del personaje jugador) y superar un nivel de dificultad determinado por el director de juego, en acorde a lo estipulado por las reglas. Los primeros ejemplares vendidos no daban indicaciones precisas sobre los niveles de dificultad más apropiados en cada situación así que para solventar esta aleatoriedad del sistema de juego, a las reimpresiones de la primera edición se les añadieron dos páginas finales que completaban las reglas ya publicadas hasta entonces. Entre estas nuevas precisiones de reglas el juego aconsejaba la siguiente escala de números de dificultad:
- De 3 a 5: tarea muy fácil
- De 6 a 10: tarea fácil
- De 11 a 15: tarea de dificultad moderada
- De 16 a 20: tarea difícil
- De 21 a 30: tarea muy difícil

## Traducción al español
En España la primera edición estadounidense, de 1987, fue traducida y publicada en abril de 1990 por la ya desaparecida editorial barcelonesa Joc Internacional.
Numerosos suplementos fueron también traducidos, como Star Wars: La guía, Guía de la Alianza Rebelde, Guía del Imperio, Guía 1: una nueva esperanza, etc. Algunas aventuras listas para ser dirigidas también fueron traducidas, como Cacería humana en Tatooine, Estrella rendida, Comando Shantipole, Batalla por el Sol Dorado, etc. También fueron traducidos el Equipo de Campaña (que incluía la pantalla del director de juego) y un Suplemento de Reglas (que incluía, entre otras, nuevas reglas para representar duelos de artillería naval entre grandes cruceros estelares).

## Manuales y suplementos originales estadounidenses
- Star Wars: The Roleplaying Game (1987)
- The Star Wars Sourcebook (1987)
- Campaign Pack (1988)
- Tatooine Manhunt (1988)
- Imperial Sourcebook (1988)
- Strike Force Shantipole (1988)
- Battle for the Golden Sun (1988)
- Star Fall (1989)
- Otherspace (1989)
- Otherspace II: Invasion
- Scavenger Hunt (1989)
- Riders of the Maelstrom (1989)
- Crisis on Cloud City (1989)
- The Far Orbit Project (1998)
- Black Ice
- The Game Chambers of Questal
- Domain of Evil (1991)
- The Isis Coordinates (1990)
- Death in the Undercity
- Rebel Alliance Sourcebook (1989)
- Graveyard of Alderaan (1989)
- Death Star Technical Companion (1991)
- Cracken's Rebel Field Guide
- Flashpoint! Brak Sector (1995)
- The Rules Companion
- Galaxy Guide 1: A New Hope
- Galaxy Guide 2: Yavin and Bespin
- Galaxy Guide 3: The Empire Strikes Back
- Galaxy Guide 4: Alien Races
- Galaxy Guide 5: The Return of the Jedi
- Galaxy Guide 6: Tramp Freighters
- Galaxy Guide 7: Mos Eisley
- Galaxy Guide 8: Scouts
- Galaxy Guide 9: Fragments from the Rim
- Galaxy Guide 10: Bounty Hunters
- Galaxy Guide 11: Criminal Organizations
- Galaxy Guide 12: Aliens - Enemies and Allies
- Fantastic Technology: Guns and Gear
- Planets of the Galaxy Volume 1
- Planets of the Galaxy Volume 2
- Planets of the Galaxy Volume 3
- Wanted by Cracken
- Dark Force Rising Sourcebook
- Heir to the Empire Sourceook
- The Last Command Sourcebook
- Thrawn Trilogy Sourcebook
- Dark Empire Sourcebook
- Movie Trilogy Sourcebook
- Creatures of the Galaxy
- Cracken's Rebel Operatives
- Han Solo and the Corporate Sector Sourcebook
- Heroes and Rogues
- Goroth - Slave of the Empire
- The Planets Collection
- Platt's Starport Guide
- Alliance Intelligence Report
- Hideouts and Strongholds
- Rules of Engagement: The Rebel SpecForce Handbook
- Fantastic Technology: Droids
- Shadows of the Empire Sourcebook
- Secrets of the Sisar Run
- Cracken's Threat Dossier
- Platt's Smugglers Guide
- Pirates and Privateers
- Stock Ships
- Wretched Hive of Scum and Villainy
- Black Sands of Socorro
- Fantastic Technology: Personal Gear
- Alien Encounters
- Lord of the Expanse
- The Player's Guide to Tapani
- The Darkstryder Campaign
- Darkstryder: Endgame
- Darkstryder: The Kathol Outback
- Darkstryder: The Kathol Rift
- The Star Wars Roleplaying Game: Second Edition (1992)
- The Star Wars Roleplaying Game: Second Edition, Revised and Expanded (1996)

## Manuales y suplementos traducidos al castellano
- Star Wars, el juego de rol (1990)
- Star Wars, la guía[3] (1990)
- Comando Shantipole[4] (1991)
- Cacería humana en Tatooine[5] (1991)
- Estrella Rendida[6] (1992)
- Equipo de campaña[7] (incluye la pantalla del director de juego, 1992)
- Guía 1: una nueva esperanza[8] (1992)
- Suplemento de reglas[9] (1992)
- Batalla por el Sol Dorado[10] (1994)
- Guía del Imperio[11] (1994)
- Guía de la Alianza Rebelde[12] (1996)
- Espacio Paralelo[13] (1996)
- La Campaña del Guardián Oscuro[14] (1997)
- Guardián Oscuro 2: El Yermo de Kathol[15] (1997)
- Guardián Oscuro 3: La Brecha de Kathol[16] (1997)
- Guardián Oscuro 4: Último Juego[17] (1997)

## Edición actual
Ningún producto o suplemento de este juego ha sido editado desde 1999, fecha en que, por causa de bancarrota, sus editores abandonaron la licencia de explotación. En el año 2000, esta versión de West End Games fue definitivamente reemplazada por una nueva versión con sistema d20 de Wizards of the Coast, que acabó por abandonar la licencia en mayo de 2010. Al año siguiente, en agosto de 2011, la editorial Fantasy Flight Games la adquirió a su vez y un año exactamente después, en agosto de 2012, publicó su propio juego de rol de Star Wars, actual juego de rol oficial de la saga cinematográfica. El juego de Fantasy Flight Games se caracteriza por estar distribuido en tres manuales independientes los unos de los otros, cada uno de ellos dotado de las reglas necesarias para jugar, pero especializado en la interpretación de un cierto tipo de personaje.